# Eva Andersson (politiker)
Eva Christina Andersson, född 14 oktober 1959, är en svensk politiker (Centerpartiet). Hon var kommunalråd med särskilt ansvar för området samhällsbyggnad samt ledamot i kommunstyrelsen i Lerums kommun mellan år 2019 till år 2022.